# Atletisme als Jocs Olímpics d'Estiu de 1928 - 110 metres tanques masculins
Els 110 metres tanques masculins van ser una de les proves del programa d'atletisme disputades durant els Jocs Olímpics d'Amsterdam de 1928. La prova es va disputar entre el 31 de juliol i l'1 d'agost de 1928 i hi van prendre part 41 atletes de 24 nacions diferents.

## Medallistes
| Or                    | Plata                | Bronze             |
| Sydney Atkinson (RSA) | Steve Anderson (USA) | John Collier (USA) |

## Rècords
Aquests eren els rècords del món i olímpic que hi havia abans de la celebració dels Jocs Olímpics de 1928.
| Rècord del Món | 14.8" | Earl Thomson | Anvers (BEL) | 18 d'agost de 1920 |
| Rècord Olímpic | 14.8" | Earl Thomson | Anvers (BEL) | 18 d'agost de 1920 |

Durant les semifinals George Weightman-Smith va millorar el rècord del món amb un temps de 14.6". Aquest temps no va ser millorat durant la final.

## Calendari
| Data                          | Horari      | Ronda                      |
| ----------------------------- | ----------- | -------------------------- |
| dimarts, 31 de juliol de 1928 | 14:00 16:50 | Quarts de final Semifinals |
| dimecres, 1 d'agost de 1928   | 15.00       | Final                      |

## Resultats

### Quarts de final
Els dos primers classificats de cadascuna de les nou sèries passava a semifinals.
Sèrie 1
| Pos. | Atleta           | Nació          | Temps      | Notes |
| ---- | ---------------- | -------------- | ---------- | ----- |
| 1    | Gabriel Sempé    | França         | 15.0       | Q     |
| 2    | Otakar Jandera   | Txecoslovàquia | Desconegut | Q     |
| 3    | Armand Lepaffe   | Bèlgica        | Desconegut |       |
| 4    | Lothar Albrich   | Romania        | Desconegut |       |
| —    | Valerio Vallania | Argentina      | DSQ        |       |

Sèrie 2
| Pos. | Atleta           | Nació         | Temps      | Notes |
| ---- | ---------------- | ------------- | ---------- | ----- |
| 1    | Carl Ring        | Estats Units  | 15.0       | Q     |
| 2    | Johannes Viljoen | Sud-àfrica    | Desconegut | Q     |
| 3    | Ludwig Wessely   | Àustria       | Desconegut |       |
| 4    | Arie Kaan        | Països Baixos | Desconegut |       |
| 5    | Otto Schöpp      | Romania       | Desconegut |       |

Sèrie 3
| Pos. | Atleta                 | Nació        | Temps      | Notes |
| ---- | ---------------------- | ------------ | ---------- | ----- |
| 1    | George Weightman-Smith | Sud-àfrica   | 14.8       | Q     |
| 2    | Robert Marchand        | França       | Desconegut | Q     |
| 3    | Albert Andersson       | Suècia       | Desconegut |       |
| 4    | Wilfrid Kalaugher      | Nova Zelanda | Desconegut |       |

Sèrie 4
| Pos. | Atleta         | Nació        | Temps      | Notes |
| ---- | -------------- | ------------ | ---------- | ----- |
| 1    | Steve Anderson | Estats Units | 15.0       | Q     |
| 2    | Eric Wennström | Suècia       | Desconegut | Q     |
| 3    | Alister Clark  | Irlanda      | Desconegut |       |
| 4    | Douglas Neame  | Regne Unit   | Desconegut |       |

Sèrie 5
| Pos. | Atleta           | Nació         | Temps      | Notes |
| ---- | ---------------- | ------------- | ---------- | ----- |
| 1    | Leighton Dye     | Estats Units  | 15.0       | Q     |
| 2    | Sydney Atkinson  | Sud-àfrica    | Desconegut | Q     |
| 3    | Erik Kjellström  | Suècia        | Desconegut |       |
| 4    | Arie van Leeuwen | Països Baixos | Desconegut |       |

Sèrie 6
| Pos. | Atleta              | Nació      | Temps      | Notes |
| ---- | ------------------- | ---------- | ---------- | ----- |
| 1    | Bernard Lucas       | Regne Unit | 15.2       | Q     |
| 2    | Hans Steinhardt     | Alemanya   | Desconegut | Q     |
| 3    | Alfredo Ugarte      | Xile       | Desconegut |       |
| 4    | René Joannes-Powell | Bèlgica    | Desconegut |       |

Sèrie 7
| Pos. | Atleta          | Nació         | Temps      | Notes |
| ---- | --------------- | ------------- | ---------- | ----- |
| 1    | John Collier    | Estats Units  | 15.0       | Q     |
| 2    | Bengt Sjöstedt  | Finlàndia     | 15.0       | Q     |
| 3    | Giacomo Carlini | Itàlia        | 15.9       |       |
| 4    | Jan Britstra    | Països Baixos | Desconegut |       |

Sèrie 8
| Pos. | Atleta                | Nació      | Temps      | Notes |
| ---- | --------------------- | ---------- | ---------- | ----- |
| 1    | Fred Gaby             | Regne Unit | 15.2       | Q     |
| 2    | Sten Pettersson       | Suècia     | Desconegut | Q     |
| 3    | Alf Watson            | Austràlia  | Desconegut |       |
| 4    | Evangelos Moiropoulos | Grècia     | 15.6       |       |
| 5    | Louis Lundgren        | Dinamarca  | 15.7       |       |
| 6    | Wojciech Trojanowski  | Polònia    | 16.0       |       |

Sèrie 9
| Pos. | Atleta               | Nació         | Temps      | Notes |
| ---- | -------------------- | ------------- | ---------- | ----- |
| 1    | Yoshio Miki          | Japó          | 15.4       | Q     |
| 2    | David, Lord Burghley | Regne Unit    | Desconegut | Q     |
| 3    | Lau Spel             | Països Baixos | Desconegut |       |
| 4    | S. Abdul Hamid       | Índia         | Desconegut |       |
| 5    | José Palhares Costa  | Portugal      | Desconegut |       |

### Semifinals
Els dos primers classificats de cada semifinal passaven a la final.
Semifinal 1
| Pos. | Atleta           | Nació        | Temps      | Notes |
| ---- | ---------------- | ------------ | ---------- | ----- |
| 1    | Leighton Dye     | Estats Units | 14.8       | Q     |
| 2    | Fred Gaby        | Regne Unit   | 14.9       | Q     |
| 3    | Eric Wennström   | Suècia       | 14.9       |       |
| 4    | Hans Steinhardt  | Regne Unit   | 15.3       |       |
| 5    | Johannes Viljoen | Sud-àfrica   | 15.4       |       |
| 6    | Yoshio Miki      | Japó         | Desconegut |       |

Semifinal 2
| Pos. | Atleta               | Nació          | Temps      | Notes |
| ---- | -------------------- | -------------- | ---------- | ----- |
| 1    | Steve Anderson       | Estats Units   | 14.8       | Q     |
| 2    | Sidney Atkinson      | Sud-àfrica     | 14.9       | Q     |
| 3    | David, Lord Burghley | Regne Unit     | 15.0       |       |
| 4    | Bengt Sjöstedt       | Finlàndia      | 15.1       |       |
| 5    | Robert Marchand      | França         | Desconegut |       |
| 6    | Otakar Jandera       | Txecoslovàquia | Desconegut |       |

Semifinal 3
| Pos. | Atleta                 | Nació        | Temps      | Notes |
| ---- | ---------------------- | ------------ | ---------- | ----- |
| 1    | George Weightman-Smith | Sud-àfrica   | 14.6       | Q, RM |
| 2    | John Collier           | Estats Units | 14.8       | Q     |
| 3    | Sten Pettersson        | Suècia       | 15.0       |       |
| 4    | Carl Ring              | Estats Units | Desconegut |       |
| 5    | Gabriel Sempé          | França       | Desconegut |       |
| 6    | Bernard Lucas          | Regne Unit   | Desconegut |       |

### Final
| Pos. | Atleta                 | Nació        | Temps |
| ---- | ---------------------- | ------------ | ----- |
| 1    | Sydney Atkinson        | Sud-àfrica   | 14.8  |
| 2    | Steve Anderson         | Estats Units | 14.8  |
| 3    | John Collier           | Estats Units | 14.9  |
| 4    | Leighton Dye           | Estats Units | 14.9  |
| 5    | George Weightman-Smith | Sud-àfrica   | 15.0  |
| 6    | Fred Gaby              | Regne Unit   | 15.2  |